# Justin Hammer
Justin Hammer è un personaggio dei fumetti statunitensi creato da David Michelinie (testi), John Romita, Jr. e Bob Layton (disegni), pubblicato dalla Marvel Comics. La sua prima apparizione avviene in Iron Man (vol. 1) n. 120 (marzo 1979).
Il personaggio è raffigurato come un malvagio imprenditore, capo della Hammer Industries e un frequente avversario del supereroe Iron Man. Multimiliardario privo di scrupoli e acerrimo rivale in affari di Tony Stark, Justin Hammer è il fornitore della tecnologia e delle armi di quasi tutti i nemici di Iron Man, i quali, in cambio di tali rifornimenti, stipulano un contratto che li vincola a svolgere missioni di sabotaggio industriale ai danni dei concorrenti delle Hammer Industries.

## Biografia del personaggio
Nato nel Surrey, Inghilterra, Justin Hammer diviene un multimiliardario magnate dell'industria bellica in giovane età fondando le Hammer Industries ed ergendosi a principale fornitore d'armi del pianeta dopo che le Stark Industries si ritirano da tale attività. Successivamente ottiene la cittadinanza a Monaco e vi costruisce una villa volante facendone la sua residenza principale. Il suo odio nei confronti di Stark inizia a causa degli interessi comuni inerenti all'appalto di una serie di impianti elettrici nella piccola repubblica comunista di Carnelia; per migliorare i suoi guadagni e affossare la concorrenza, Hammer inizia a finanziare vari supercriminali migliorandone armamentario ed equipaggiamento tramite le immense risorse della sua compagnia facendo sì che, in cambio, essi stipulino con lui un contratto che li obbliga a svolgere missioni di sabotaggio contro i suoi concorrenti e gli cedano il 50% dei loro guadagni; qualora un supercriminale/mercenario rompa tale contratto, Hammer invia a punire il suddetto il suo uomo più fedele: Blacklash. I supercriminali alle sue dipendenze sono: Scarabeo, Costrittore, Discus, Leap-Frog, Porcospino, Stiletto e Water Wizard.
Assemblato un dispositivo capace di controllare a distanza l'armatura di Iron Man, fa in modo che questi uccida involontariamente un diplomatico, spingendo dunque le autorità a richiedere a Stark la consegna dell'armatura. In seguito Tony riesce tuttavia a scoprire le macchinazioni di Hammer esponendole pubblicamente e ripulendo il proprio nome; tuttavia non riesce ad arrestare il nemico che, dunque, torna a tormentarlo rapendo la sua ragazza di allora, Bethany Cabe, venendo tuttavia sconfitto e sparendo a lungo dalla circolazione.
Dopo che Stark si rimette in piedi in seguito al crollo finanziario ed emotivo causatogli da Obadiah Stane, Hammer si rifà vivo inviando un androide ad affrontare il rivale per augurargli "bentornato", inoltre acquista tutte le azioni della Stane International a seguito della morte di Obadiah, facendo tuttavia credere a Stark di essere rientrato in possesso della società ritrasformandola nelle Stark International.
In seguito tenta ripetutamente di assassinare Stark e Iron Man (non sapendo che si tratta della stessa persona) senza tuttavia riportare alcun successo e tenta di far assassinare Force nel momento in cui questi si ravvede dalle sue attività criminose, ma i suoi sicari vengono fermati da Iron Man e Jim Rhodes. Tempo dopo fa infiltrare Spymaster nella compagnia di Stark riuscendo con successo a rubare i progetti dell'armatura di Iron Man e vendendoli a supercriminali quali: Stilt-Man, M.A.U.L.E.R., Scarabeo, Dinamo Cremisi e Titanium Man, portando Tony a decidere di disabilitare personalmente tutte le armature basate sulla sua tecnologia al fine di prevenirne un uso negativo.
Diverso tempo dopo Hammer costruisce una nuova armatura per Rhino e la nuova "coda" del costume di Scorpione al fine di servirsi di loro per i suoi scopi inoltre, dopo aver saputo dell'attentato alla vita di Tony Stark gli fa recapitare per posta un mazzo di orchidee. Dopo aver mandato Boomerang a saccheggiare l'ufficio di sicurezza delle Stark Enterprises ed assoldato Taskmaster per addestrare il secondo Spymaster, Hammer si allea con la Roxxon, l'Hydra e la Mano per attentare alla vita di Stark, fallendo ma collegando tali attività alle sue azioni Stane International che poi rivende a Tony per la cifra simbolica di un dollaro provocandogli non pochi problemi con le autorità.
Successivamente, Hammer scopre di essere malato di cancro e di avere pochi mesi di vita; rifugiatosi in una stazione orbitante fuori dall'atmosfera terrestre nella convinzione che l'assenza di gravità possa prolungargli la vita, tenta un'ultima volta di uccidere l'odiato rivale avvelenandone il sangue con dei naniti che lo rendono sempre più competitivo, aggressivo, pragmatico e violento. Dopo essere stato curato da tali naniti grazie a Jocasta e War Machine, Iron Man affronta faccia a faccia il rivale nella sua stazione orbitante in una battaglia nel corso della quale Hammer finisce accidentalmente congelato ed espulso all'esterno; osservando il corpo dell'uomo allontanarsi nello spazio profondo, Iron Man commenta che in tal modo ha realizzato il suo desiderio: vivere per sempre.

## Poteri e abilità
Hammer è un normale essere umano privo di qualsivoglia superpotere, tuttavia è dotato di un quoziente intellettivo elevatissimo ed è un eccellente stratega sia sul piano commerciale che al di fuori da esso, essendo sempre riuscito a cospirare nell'ombra contro Stark evitando l'arresto. Inoltre, pur non possedendo conoscenze scientifiche o tecnologiche, Hammer ha accesso a notevoli mezzi tecnologici grazie ai numerosi tecnici alle sue dipendenze.

## Altre versioni
Nell'universo Ultimate, Justin Hammer Jr. è un miliardario originario del sud degli Stati Uniti nonché l'amministratore delegato delle Hammer Industries e il principale rivale in affari di Norman Osborn. Per contrastare le Osborn Industries, corrompe il dottor Otto Octavius affinché gli fornisca informazioni dall'interno. Contemporaneamente svolge esperimenti illegali volti alla creazione di supercriminali i cui risultati più significativi sono Electro e l'Uomo Sabbia. Nel momento in cui Octavius ha l'incidente in laboratorio che gli fonde quattro arti meccanici alla spina dorsale trasformandolo nel "Dottor Octopus", incolpa Hammer dell'accaduto e cerca vendetta contro di lui aggredendolo nella sua limousine e provocandogli un tale shock da ucciderlo per arresto cardiaco.

## Altri media

### Marvel Cinematic Universe
Nel franchise del Marvel Cinematic Universe, Justin Hammer è interpretato da Sam Rockwell. Differentemente dai fumetti, in tale versione Hammer è coetaneo di Tony Stark nonché un personaggio fortemente caricaturale e macchiettistico che, invidioso nei confronti del successo del rivale, tenta di imitarne gli atteggiamenti e lo stile risultando in una pallida copia di Tony Stark.
- Appare per la prima volta come antagonista secondario nel film Iron Man 2 (2010). Justin Hammer tenta di crearsi un esercito personale di armature simili a quella di Iron Man ma fallisce miseramente, motivo per il quale si allea con Ivan Vanko, alias Whiplash, che lo inganna costruendogli un esercito di droni e mirando a prenderne il controllo per usarli contro Stark. Quando Rhodey consegna una delle armature di Tony all'esercito, Hammer viene incaricato di potenziarla, creandone così una nuova versione: War Machine. Infine Pepper Potts fa arrestare il disonesto miliardario dopo aver scoperto della sua alleanza con Vanko.
- Nel Marvel One Shot All Hail the King (2014), Justin Hammer viene mostrato rinchiuso nel carcere di Seagate ed invidioso di tutte le attenzioni ricevute da Trevor Slattery, il falso Mandarino. In tale cortometraggio mostra atteggiamenti omosessuali con un altro carcerato.[29].
- Nella prima stagione della serie televisiva Luke Cage (2016), il personaggio non compare fisicamente ma viene solo menzionato.
- Justin Hammer compare anche nella prima serie animata dell'MCU What If...? (2021).

### Televisione
- Hammer compare nella serie animata Iron Man (1994) in qualità di antagonista ricorrente, alleato del Mandarino e acerrimo rivale in affari di Tony Stark. Differentemente dai fumetti, il personaggio non è un'eminenza grigia della malavita che vive in isolamento, bensì un normale uomo d'affari che viaggia per promuovere i suoi prodotti ed ha vari contatti con importanti personalità governative e militari.
- Il personaggio è presente anche in Iron Man: Armored Adventures dove, anziché essere un uomo anziano, viene presentato come l'amministratore delegato ventunenne delle Hammer Multinational nonché il supercriminale Titanium Man[30].
- Justin Hammer è un antagonista ricorrente in Avengers Assemble.